# Urologische symptomen
Veel urologische symptomen hangen samen met de blaas en het plassen. Deze hebben soms een eigen naam die niet meteen begrijpelijk is. De definitie is vaak zo kort dat het meer een woordenboekdefinitie dan een encyclopedisch artikel zou worden. Daarom wordt hier een aantal urologische symptomen en begrippen gedefinieerd met een korte uitleg.
- algurie - pijn bij het plassen
- anurie - afwezige urineproductie
- blaasresidu - urine die na het plassen in de blaas achterblijft
- dysurie - pijn of ongemak bij het plassen
- enuresis - overdag in de broek plassen (dit is wat anders dan incontinentie)
- enuresis nocturna - bedplassen
- frequente mictie - meer (vaker) plassen dan normaal
- gespleten straal - vaak bij prostaatlijders
- hematurie - bloed bij de plas.
- hesitatie - moeilijk op gang komen van het plassen
- ischuria paradoxa - de blaas is gevuld met urine en sterk uitgezet, maar door druk op de urinebuis worden er slechts kleine hoeveelheden geplast
- loze aandrang: gevoel te moeten plassen, echter zonder dat er urine komt (of een heel beperkte hoeveelheid)
- macroscopische hematurie: het bloed is zichtbaar met het blote oog
- microscopische hematurie: wel met een test aantoonbaar, maar niet zichtbaar.
- nadruppelen - moeilijk kunnen stoppen met plassen
- nycturie - verhoogde nachtelijke plasfrequentie
- oligurie - verminderde uitscheiding van urine
- Paruresis (plasangst) is de onmogelijkheid of de grote moeilijkheid te urineren in de aanwezigheid van anderen, zoals in een publiek toilet.
- pollakisurie - vaak kleine beetjes plassen
- polyurie- meer plassen dan normaal (> 3 L/dag)
- slappe straal - weinig krachtige urinelozing
- strangurie - langzame en pijnlijke urinelozing/aandrang
- stress-incontinentie - urineverlies bij hoesten en persen
- urge-incontinentie - bij aandrang meteen moeten gaan, anders is het te laat